# Podari mne lunnyj svet
Podari mne lunnyj svet (russisk: Подари мне лунный свет) er en russisk spillefilm fra 2001 af Dmitrij Astrakhan.

## Medvirkende
- Natalja Andrejtjenko som Irina Kuprijanov
- Nikolaj Jeremenko som Sergej Kuprijanov
- Igor Dmitriev som Eduard Sorokin
- Sergej Drejden som Pjotr Semjonovitj Mankin
- Vladimir Gostjukhin som Sergej Petrov